# Toyota Ventury
De Toyota Ventury is een MPV van het Japanse automerk Toyota. De auto wordt uitsluitend in Thailand verkocht en is gebaseerd op de Toyota Hiace. De Toyota Ventury werd in januari 2007 onthuld en is in Thailand tot op heden (2014) te koop. De auto kreeg in 2010 zijn eerste facelift; die versie werd gepresenteerd in het winkelcentrum "Central Plaza" in Ladprao op 11 oktober. Na de facelift had de Toyota Ventury onder andere nieuwe kop- en mistlampen, een chromen grille, elektrische deuren en nieuwe 15-inch velgen. Ook aan de binnenkant waren er dingen veranderd; zo waren er na de facelift ook zwart leer, een 10,2-inch entertainmentscherm en usb-aansluitingen beschikbaar. De gefacelifte Ventury kwam in 2011 op de markt.
Begin 2014 werd de auto opnieuw gefacelift. Daarbij werden onder andere de mistlampen, de grille, de voorbumper, het audiosysteem en de velgen veranderd. Ook kreeg de auto led-verlichting, extra usb-aansluitingen en nieuwe stopcontacten van 12 volt. Voor de facelift waren er twee versies: de 2.7G Gasoline en de 2.7V Gasoline; daarna waren er drie versies: de 2.7G Benzine, de 3.0G Diesel en de 3.0V Diesel.
De prijs van de Toyota Ventury bedraagt 1.354.000 baht (ca. 30.000 euro) voor de 2.7G Gasoline, 1.432.000 baht (ca. 32.000 euro) voor de 3.0G Diesel en 1.645.000 (ca. 37.000 euro) voor de 3.0V Diesel. Alle drie de motoren hebben een vier-cilinders-in-één-lijn-motor.
Bij de benzineversie heeft de 2TR-FE motor met 16 kleppen een inhoud van 2694 cc en een vermogen van 151 pk (111 kW) bij 4800 tpm. Het koppel bij de benzineversie ligt op 241 Nm bij 3800 tpm. De beide dieselversies met de 1KD-FTV (I/C) motor hebben een hoger koppel, namelijk van 300 Nm tussen de 1200 en 2400 tpm. Andere verschillen zijn dat de dieselversies minder vermogen leveren, namelijk 136 pk (100 kW) bij 3400 tpm, en dat de benzineversie een elektronisch geïnjecteerde motor heeft en de dieselversies een common-rail geïnjecteerde motor. Ook hebben de dieselversies een turbolader. Alle versies hebben een automaat met vier versnellingen.
Het verschil tussen de 3.0G Diesel en de 3.0V Diesel is onder andere dat de laatstgenoemde zijstrips, een spoiler en lederen bekleding heeft.
De Toyota Ventury heeft een lengte van 4,84 m, een breedte van 1,88 m en een hoogte van 2,105 meter. De wielbasis bedraagt 2,56 meter en de auto heeft een totaal gewicht van tussen de 2040 kg (2.7G Gasoline) en de 2120 kg (3.0V Diesel). De 3.0G Diesel weegt 2119 kg. In de Toyota Ventury is plaats voor 10 personen verdeeld over vier zitrijen.
De auto is te verkrijgen in de kleuren "White Pearl CS" (wit) en "Black Mica V Grade" (zwart).

## Zie ook

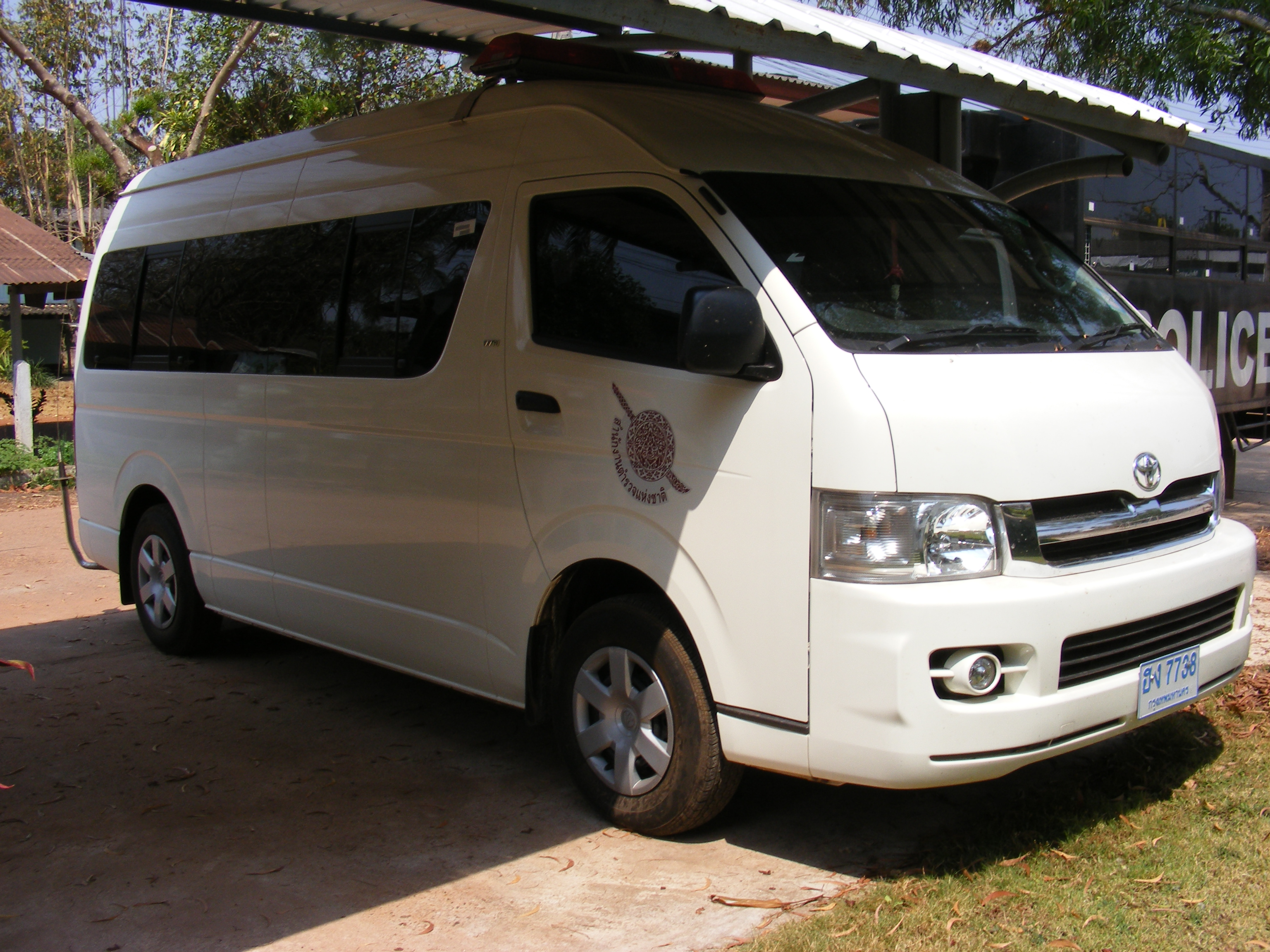
Toyota Ventury van de Thaise koninklijke politie